# نيكولاس نافارو (لاعب كرة قدم)
نيكولاس نافارو (بالإسبانية: Nicolás Navarro Castro)‏ (17 سبتمبر 1963 بمدينة مكسيكو في المكسيك - ) هو لاعب كرة قدم مكسيكي في مركز حراسة المرمى. شارك مع منتخب المكسيك تحت 20 سنة لكرة القدم ومنتخب المكسيك لكرة القدم. أما مع النوادي، فقد لعب مع كروز آزول ونادي باتشوكا ونادي نيكاكسا.

## مسيرته الكروية
لعب نيكولاس نافارو خلال مسيرته الاحترافية مع 3 أندية في ثمانية عشر موسمًا ولم يسجل خلالها أي هدف ضمن 496 مباراة. حيث فاز في موسم واحد بالكأس وفي ثلاثة مواسم بالدوري.
خاض نيكولاس نافارو مسيرته مع نادي نيكاكسا في موسم 1983–84 في المرة الأولى ليلعب معه أربعة عشر موسمًا ثم في موسم 2001–02 ولمدة موسمين، مشاركًا طوالها في 465 مباراة ولم يسجل أي هدف. ثم انتقل إلى نادي كروز آزول في موسم 1997–98 لمدة موسم واحد، حيث شارك في 8 مباريات ولم يسجل أي هدف أيضًا. لينتقل بعدها إلى نادي باتشوكا في موسم 1998–99 لمدة موسم واحد، مشاركًا في 23 مباراة ولم يسجل أي هدف أيضًا.

## وصلات خارجية
- نيكولاس نافارو على موقع الاتحاد الدولي (مؤرشف)  (الإنجليزية)
- نيكولاس نافارو على موقع قاعدة بيانات كرة القدم.إي يو (الإنجليزية)
- نيكولاس نافارو على موقع ناشيونال فوتبول تيمز (الإنجليزية)